# Internationaux de France de tennis en salle
Ne doit pas être confondu avec Internationaux de France de tennis.
Les Internationaux de France de tennis en salle (également connu comme les Championnats internationaux de France en salle était un tournoi de tennis se déroulant à Paris ou Lyon en France, de 1895 à 1971.

## Histoire
Les championnats de France sur courts couverts se sont déroulés au Tennis Club de Paris. Son emplacement initial était la rue de Civry, dans le 16e arrondissement de Paris, peu de temps avant le début de la Première guerre mondiale. Il a ensuite été déplacé Porte de Saint-Cloud puis, après la Seconde Guerre mondiale, au 91 boulevard Exelmans.
L’organisation du tournoi avait tendance à fluctuer entre les mois de février, avril ou novembre. La compétition masculine se déroulait chaque année jusqu'en 1969, et la compétition féminine jusqu’en 1971, avec 69 éditions. Il s'agit d'un des tournois prédécesseurs du tournoi de tennis de Paris-Bercy.

## Palmarès

### Simple masculin
| No | Date | Nom et lieu du tournoi                | Catégorie | Dotation | Surface        | Vainqueur                    | Finaliste            | Score                     |  |
| -- | ---- | ------------------------------------- | --------- | -------- | -------------- | ---------------------------- | -------------------- | ------------------------- |  |
| 1  | 1895 | Championnat de France en salle, Paris |           | NC $     | Parquet (int.) | André Vacherot               | Paul Aymé            | 6–3, 6–3, 6–3             |  |
| 2  | 1896 | Championnat de France en salle, Paris |           | NC $     | Parquet (int.) | Manliff Goodbody             | George Simond        | 7–5, 6–3, 6–4             |  |
| 3  | 1897 | Championnat de France en salle, Paris |           | NC $     | Parquet (int.) | Manliff Goodbody             | Frank Riseley        | 6–3, 6–1, 6–0             |  |
| 4  | 1898 | , Paris                               |           | NC $     | Parquet (int.) | George Simond                | Paul Aymé            | 9–7, 2–6, 7–5             |  |
| 5  | 1899 | , Paris                               |           | NC $     | Parquet (int.) | Josiah Ritchie               | Paul Aymé            | 4–6, 6–3, 6–3, 6–4        |  |
| 6  | 1900 | , Paris                               |           | NC $     | Parquet (int.) | George Caridia               | Harold Mahony        | 3–6, 11–9, 6–3            |  |
| 7  | 1901 | , Paris                               |           | NC $     | Parquet (int.) | George Simond                | Max Decugis          | 6–0, 7–5, 6–1             |  |
| 8  | 1902 | , Paris                               |           | NC $     | Parquet (int.) | Josiah Ritchie               | Max Decugis          | 5–7, 7–9, 6–3, 6–2, 6–3   |  |
| 9  | 1903 | , Paris                               |           | NC $     | Parquet (int.) | Max Decugis                  | Josiah Ritchie       | 7–5, 6–1, 5–7, 8–6        |  |
| 10 | 1904 | , Paris                               |           | NC $     | Parquet (int.) | Max Decugis                  | Robert Baldwin Hough | 5–7, 6–2, 6–2, 6–3        |  |
| 11 | 1905 | , Paris                               |           | NC $     | Parquet (int.) | Josiah Ritchie               | John Mason Flavelle  | 6–4, 10–8, 6–4            |  |
| 12 | 1906 | , Paris                               |           | NC $     | Parquet (int.) | Anthony Wilding              | Josiah Ritchie       | 6–2, 6–1, 6–1             |  |
| 13 | 1907 | , Paris                               |           | NC $     | Parquet (int.) | Anthony Wilding              | Max Decugis          | 4–6, 6–1, 1–6, 4-1        |  |
| 14 | 1908 | , Paris                               |           | NC $     | Parquet (int.) | Josiah Ritchie               | Max Decugis          | 8–6, 6–4, 1–6, 6–4        |  |
| 15 | 1909 | , Paris                               |           | NC $     | Parquet (int.) | Max Decugis                  | Arthur Lowe          | 6–0, 6–3, 3–6, 6–3        |  |
| 16 | 1910 | , Paris                               |           | NC $     | Parquet (int.) | Max Decugis                  | Arthur Lowe          | 0–6, 6–1, 6–2, 6–2        |  |
| 17 | 1911 | , Paris                               |           | NC $     | Parquet (int.) | William Laurentz             | Anthony Wilding      | 4–6, 4–6, 6–1, 13-11, 8–6 |  |
| 18 | 1912 | , Paris                               |           | NC $     | Parquet (int.) | André Gobert                 | Maurice Germot       | 6–4, 6–4, 6–2             |  |
| 19 | 1913 | , Paris                               |           | NC $     | Parquet (int.) | André Gobert                 | William Laurentz     | 6–3, 4–6, 6–2, 6–4        |  |
| 20 | 1914 | , Paris                               |           | NC $     | Parquet (int.) | Gordon Lowe                  | Félix Poulin         | 6–3, 6–1, 6–2             |  |
| 21 | 1920 | , Paris                               |           | NC $     | Parquet (int.) | André Gobert                 | Jacques Brugnon      | 6–0, 6–2, 6–1             |  |
| 22 | 1921 | , Paris                               |           | NC $     | Parquet (int.) | Jacques Brugnon              | Marcel Dupont        | 6–1, 6–3, 6–2             |  |
| 23 | 1922 | , Paris                               |           | NC $     | Parquet (int.) | Jean Borotra                 | Jacques Brugnon      | 6–1, 6–2, 2–6, 6–1        |  |
| 24 | 1923 | , Paris                               |           | NC $     | Parquet (int.) | René Lacoste                 | Max Hirsch           | 5–7, 11–9, 6–3, 6–0       |  |
| 25 | 1924 | , Paris                               |           | NC $     | Parquet (int.) | Jean Borotra                 | Henri Cochet         | 6–2, 9–7, 5–7, 6–4        |  |
| 26 | 1925 | , Paris                               |           | NC $     | Parquet (int.) | René Lacoste                 | André Gobert         | 3–6, 6–1, 6–1, 3–6, 6–4   |  |
| 27 | 1926 | , Paris                               |           | NC $     | Parquet (int.) | Jean Couiteas de Faucamberge | Jean Rebois          | 6-3, 6-0, 6-4             |  |
| 28 | 1927 | , Paris                               |           | NC $     | Parquet (int.) | Jean Borotra                 | Pierre-Henri Landry  | 2–6, 6–1, 6–4, 6–1        |  |
| 29 | 1928 | , Paris                               |           | NC $     | Parquet (int.) | René de Buzelet              | Pierre-Henri Landry  | 6–4, 4–6, 3–6, 6–3, 7–5   |  |
| 30 | 1929 | , Paris                               |           | NC $     | Parquet (int.) | Jean Borotra                 | Roger George         | 6–2, 6–2, 6–4             |  |
| 31 | 1930 | , Paris                               |           | NC $     | Parquet (int.) | Jean Borotra                 | Christian Boussus    | 6–2, 6–4, 6–1             |  |
| 32 | 1931 | , Paris                               |           | NC $     | Parquet (int.) | Jean Borotra                 | Jean Lesueur         | 6–3, 11–9, 5–7, 6–4       |  |
| 33 | 1932 | , Paris                               |           | NC $     | Parquet (int.) | Jean Borotra                 | Marcel Bernard       | 1–6, 6–3, 4–6, 6–3, 6–4   |  |
| 34 | 1933 | , Paris                               |           | NC $     | Parquet (int.) | Jean Borotra                 | René de Buzelet      | 6–2, 4–6, 6–2, 6–1        |  |
| 35 | 1934 | , Paris                               |           | NC $     | Parquet (int.) | André Merlin                 | Paul Féret           | 6–2, 3–6, 5–7, 6–0, 6–2   |  |
| 36 | 1935 | , Paris                               |           | NC $     | Parquet (int.) | Jean Borotra                 | Daniel Prenn         | 6–2, 6–2, 6–4             |  |
| 37 | 1936 | , Paris                               |           | NC $     | Parquet (int.) | Jean Borotra                 | Bernard Destremau    | 8–6, 8–6, 6–2             |  |
| 38 | 1937 | , Paris                               |           | NC $     | Parquet (int.) | Marcel Bernard               | Bernard Destremau    | 6–4, 6–4, 1–6, 3–6, 9–7   |  |
| 39 | 1938 | , Paris                               |           | NC $     | Parquet (int.) | Yvon Petra                   | Karl Schröder        | 9–7, 7–5, 3–6, 9–7        |  |
| 40 | 1939 | , Paris                               |           | NC $     | Parquet (int.) | Pierre Pellizza              | Roderich Menzel      | 4–6, 6–2, 6–2, 6–1        |  |
| 41 | 1946 | , Paris                               |           | NC $     | Parquet (int.) | Lennart Bergelin             | Yvon Petra           | 4–6, 5–7, 6–4, 6–4, 6–4   |  |
| 42 | 1947 | , Lyon                                |           | NC $     | Parquet (int.) | Jean Borotra                 | Torsten Johansson    | 6–4, 9–7, 5–7, 3–6, 6–4   |  |
| 43 | 1948 | , Lyon                                |           | NC $     | Parquet (int.) | Pedro Masip                  | Henri Cochet         | 7–5, 6–4, 2–6, 2–6, 6-    |  |
| 44 | 1949 | , Paris                               |           | NC $     | Parquet (int.) | Frank Parker                 | Marcel Bernard       | 6–1, 4–6, 6–3, 6–2        |  |

| Année | Vainqueur           | Finaliste            | Score                    |
| ----- | ------------------- | -------------------- | ------------------------ |
| 1950  | Sven Davidson       | Torsten Johansson    | 6–2, 7–5, 6–3            |
| 1951  | Jaroslav Drobný     | Marcel Bernard       | 8–6, 6–3, 6–4            |
| 1952  | Kurt Nielsen        | Jaroslav Drobný      | 8–6, 6–4, 6–4            |
| 1953  | Budge Patty         | Art Larsen           | 6–3, 4–6, 7–5, 6–4       |
| 1954  | Torben Ulrich       | Władysław Skonecki   | 6–2, 6–3, 6–3            |
| 1955  | Budge Patty         | Hugh Stewart         | 6–3 7–5 6–3              |
| 1956  | Budge Patty         | Sven Davidson        | 6–2 3–6 6–3 6–0          |
| 1957  | Sven Davidson       | Torben Ulrich        | 6–3, 4–6, 6–3, 6–4       |
| 1958  | Kurt Nielsen        | Jaroslav Drobný      | 7–5, 6–3, 6–2            |
| 1959  | Kurt Nielsen        | Jean-Claude Molinari | 10–8, 3–6, 6–3, 6–3      |
| 1960  | Jorgen Ulrich       | Billy Knight         | 2–6, 6–4, 6–4, 6–4       |
| 1961  | Jorgen Ulrich       | Billy Knight         | 7–5, 4–6, 8–10, 6–3, 6–4 |
| 1962  | Jan-Erik Lundqvist  | Pierre Darmon        | 3–6, 8–10, 6–2, 6–3, 6–4 |
| 1963  | Jan-Erik Lundqvist  | Jean-Claude Barclay  | 6–4, 8–6, 6–2            |
| 1964  | Bobby Wilson        | Nikola Pilić         | 10–8, 6–2, 6–4           |
| 1965  | Bobby Wilson        | Roger Taylor         | 6–4, 6–4, 6–3            |
| 1966  | Jan-Erik Lundqvist  | Bobby Wilson         | 6–4, 6–4, 6–4            |
| 1967  | Tom Okker           | Jan Kodeš            | 6–2, 3–6, 6–3, 6–4       |
| 1968  | Milan Holeček       | Bob Carmichael       | 6–4, 10–8, 3–6, 6–3      |
| 1969  | Jean-Pierre Courcol | Graham Stilwell      | 10–8, 6–8, 6–0, 10–8     |

### Simple féminin
| 1895 | Adine Masson                 | Mrs Underwoods              | 6–3, 6–2           |                    |                    |
| 1895 | Adine Masson                 |                             |                    |                    |                    |
| 1896 | Adine Masson                 | Phoebe Riseley Hausburg     | 7–5, 6–4           |                    |                    |
| 1897 | Adine Masson                 | P. Girod                    |                    |                    |                    |
| 1898 |                              |                             |                    |                    |                    |
| 1899 |                              |                             |                    |                    |                    |
| 1900 |                              |                             |                    |                    |                    |
| 1901 |                              |                             |                    |                    |                    |
| 1902 | Blanche Duddell              | Marie-Louise de Pfeffel     | 6–0, 6–2           |                    |                    |
| 1903 | Kate Gillou                  | Marie-Louise de Pfeffel     | 4–6, 6–4, 6–2      |                    |                    |
| 1904 |                              |                             |                    |                    |                    |
| 1905 | Vera Warden                  |                             |                    |                    |                    |
| 1906 | Vera Warden                  | Miss Andrews                | 6–3, 6–2           |                    |                    |
| 1907 | Gladys Eastlake-Smith        | Marie-Louise de Pfeffel     | 7–5, 6–1           |                    |                    |
| 1908 | Adine Masson                 | Abeille Villard Gallay      | 6–1, 6–2           |                    |                    |
| 1909 | Adine Masson                 | Jeanne Matthey              | 6–3, 6–2           |                    |                    |
| 1910 | Marguerite Broquedis         | Daisy Speranza              | 11–9, 7–5          |                    |                    |
| 1911 | Germaine Regnier             | Madeline Fisher O’Neill     | 6–8, 6–2, 6–4      |                    |                    |
| 1912 | Marie Conquet                | Jeanne Matthey              | 1–6, 6–4, 10–8     |                    |                    |
| 1913 | Marguerite Broquedis         | Marie Danet                 | 6–2, 6–1           |                    |                    |
| 1914 | Marie Conquet                | Germaine Regnier Golding    | 6–3, 6–4           |                    |                    |
| 1915 | Pas de compétition           | Pas de compétition          | Pas de compétition | Pas de compétition | Pas de compétition |
| 1916 | Pas de compétition           | Pas de compétition          | Pas de compétition | Pas de compétition | Pas de compétition |
| 1917 | Pas de compétition           | Pas de compétition          | Pas de compétition | Pas de compétition | Pas de compétition |
| 1918 | Pas de compétition           | Pas de compétition          | Pas de compétition | Pas de compétition | Pas de compétition |
| 1919 | Mlle Amblard                 | Jeanne Vaussard             | 6–0, 6–2           |                    |                    |
| 1920 | Germaine Regnier Golding     | Jeanne Vaussard             | 6–8, 6–3, 6–1      |                    |                    |
| 1921 | Germaine Regnier Golding     | Daisy Speranza              | 6–2, 6–2           |                    |                    |
| 1922 | Marguerite Broquedis Billout | Marie Conquet               | 7–9, 7–5, 6–1      |                    |                    |
| 1923 | Germaine Regnier Golding     | Jeanne Vaussard             | 6–2, 6–2           |                    |                    |
| 1924 | Germaine Regnier Golding     | Suzanne Deve                | 6–2, 6–4           |                    |                    |
| 1925 | Marguerite Broquedis Billout | Marie Conquet               | 4–6, 6–3, 6–1      |                    |                    |
| 1926 | Germaine Regnier Golding     | Jeanne Vaussard             | 6–3, 2–6, 6–3      |                    |                    |
| 1927 | Marguerite Broquedis Bordes  | Germaine Regnier Golding    | 6–2, 6–3           |                    |                    |
| 1928 | Suzanne Deve                 | Germaine Regnier Golding    | 1–6, 12–10, 8–6    |                    |                    |
| 1929 | Simone Kleinadel             | Germaine Regnier Golding    | 8–6, 6–4           |                    |                    |
| 1930 | Paula von Reznicek           | Marguerite Broquedis Bordes | 6–2, 6–2           |                    |                    |
| 1931 | Germaine Regnier Golding     | Arlette Neufeld             | 6–2, 2–6, 6–0      |                    |                    |
| 1932 | Lolette Payot                | Yvonne Kleinadel            | 6–4, 6–0           |                    |                    |
| 1933 | Jacqueline Goldschmidt       | Mme Michel Bernard          | 6–1, 6–3           |                    |                    |
| 1934 | Colette Rosambert            | Yvonne Kleinadel            | 6–2, 3–6, 6–3      |                    |                    |
| 1935 | Lolette Payot                | Ida Adamoff                 | 1–6, 6–3, 6–4      |                    |                    |
| 1936 | Nelly Adamson                | Simone Lafargue             | 2–6, 7–5, 6–2      |                    |                    |
| 1937 | Suzanne Pannetier            | Yvonne Kleinadel            | 6–2, 6–0           |                    |                    |
| 1938 | Suzanne Pannetier            | Arlette Neufeld Halff       | 7–5, 6–4           |                    |                    |
| 1939 | Suzanne Pannetier            | Gracyn Wheeler              | 4–6, 6–2, 6–2      |                    |                    |
| 1940 | Pas de compétition           | Pas de compétition          | Pas de compétition | Pas de compétition | Pas de compétition |
| 1941 | Pas de compétition           | Pas de compétition          | Pas de compétition | Pas de compétition | Pas de compétition |
| 1942 | Pas de compétition           | Pas de compétition          | Pas de compétition | Pas de compétition | Pas de compétition |
| 1943 | Pas de compétition           | Pas de compétition          | Pas de compétition | Pas de compétition | Pas de compétition |
| 1944 | Pas de compétition           | Pas de compétition          | Pas de compétition | Pas de compétition | Pas de compétition |
| 1945 | Pas de compétition           | Pas de compétition          | Pas de compétition | Pas de compétition | Pas de compétition |
| 1946 | Nelly Adamson Landry         |                             |                    |                    |                    |
| 1947 | Nelly Adamson Landry         | Colette Rosambert-Boegner   | 6–0, 6–2           |                    |                    |
| 1948 | Nelly Adamson Landry         | Colette Rosambert-Boegner   | 3–6, 6–3, 6–3      |                    |                    |
| 1949 | Maud Mottez Galtier          | Jacqueline Saladin Boutin   | 0–6, 6–1, 6–3      |                    |                    |
| 1950 | Anne-Marie Seghers           | Arlette Neufeld Halff       | 6–1, 6–2           |                    |                    |
| 1951 | Jean Quertier                | Joan Curry                  | 6–3, 1–6, 8–6      |                    |                    |
| 1952 | Jean Quertier                | Nelly Adamson Landry        | 9–7, 7–5           |                    |                    |
| 1953 | Susan Partridge              | Suzanne Schmidt             | 8–6, 7–5           |                    |                    |
| 1954 | Maud Mottez Galtier          | Jacqueline Kermina          | 6–3, 6–4           |                    |                    |
| 1955 | Patricia Ward                | Susan Partridge Chatrier    | 7–5, 6–4           |                    |                    |
| 1956 | Althea Gibson                | Angela Buxton               | 6–2, 8–6           |                    |                    |
| 1957 | Thelma Coyne Long            | Angela Buxton               | 6–1, 1–6, 6–2      |                    |                    |
| 1958 | Christiane Mercelis          | Patricia Ward               | 6–3, 7–9, 8–6      |                    |                    |
| 1959 | Angela Mortimer              | Flo de la Courtie           | 6–2, 6–1           |                    |                    |
| 1960 | Angela Mortimer              | Marian Craig-Smith          | 7–5, 7–5           |                    |                    |
| 1961 | Angela Mortimer              | Shirley Bloomer             | 2–6, 6–3, 6–0      |                    |                    |
| 1962 | Ann Haydon                   | Rosie Reyes Darmon          | 6–3, 6–1           |                    |                    |
| 1963 | Ann Haydon Jones             | Jeanine Lieffrig            | 8–6, 6–1           |                    |                    |
| 1964 | Jeanine Lieffrig             | Christine Truman            | 6–4, 8–6           |                    |                    |
| 1965 | Ann Haydon Jones             | Elizabeth Starkie           | 6–3, 6-8, 6–2      |                    |                    |
| 1966 | Ann Haydon Jones             | Frances MacLennan           | 6–2, 6–2           |                    |                    |
| 1967 | Monique Salfati              | Winnie Shaw                 | 6–2, 10–8          |                    |                    |
| 1968 | Nell Truman                  | Évelyne Terras              | 7–5, 7–5 *         |                    |                    |
| 1968 | Rosie Reyes Darmon           | Daniele Wild Bouteleux      | 6–1, 1–6, 9–7 **   |                    |                    |
| 1969 | Betty Stöve                  | Jeanine Lieffrig            | 6–3, 6–2           |                    |                    |
| 1970 | Odile de Roubin              | Gail Sherriff Chanfreau     | 6–2, 6–2           |                    |                    |
| 1971 | Marilyn Greenwood            | Odile de Roubin             | 6–2, 6–4           |                    |                    |